# 氯梭曼
氯梭曼是梭曼的結構类似物，其和梭曼的不同為結構中的氟原子為氯原子取代。它是一种剧毒的有机磷化合物，用作梭曼神经毒剂的前驅製備反應物。